# Les Prôneurs ou le Tartuffe littéraire
Les Prôneurs ou le Tartuffe littéraire est une comédie en trois actes et en vers de Claude-Joseph Dorat (1734-1780).
Sur l'édition originale parue en 1777, on peut lire cette épigraphe attribuée à Voltaire : « Le Philosophe est seul, l'Imposteur fait secte. »